# Arc-en-Barrois
Arc-en-Barrois – miejscowość i gmina we Francji, w regionie Grand Est, w departamencie Górna Marna.
Według danych na rok 1990 gminę zamieszkiwały 874 osoby, a gęstość zaludnienia wynosiła 17 osób/km².

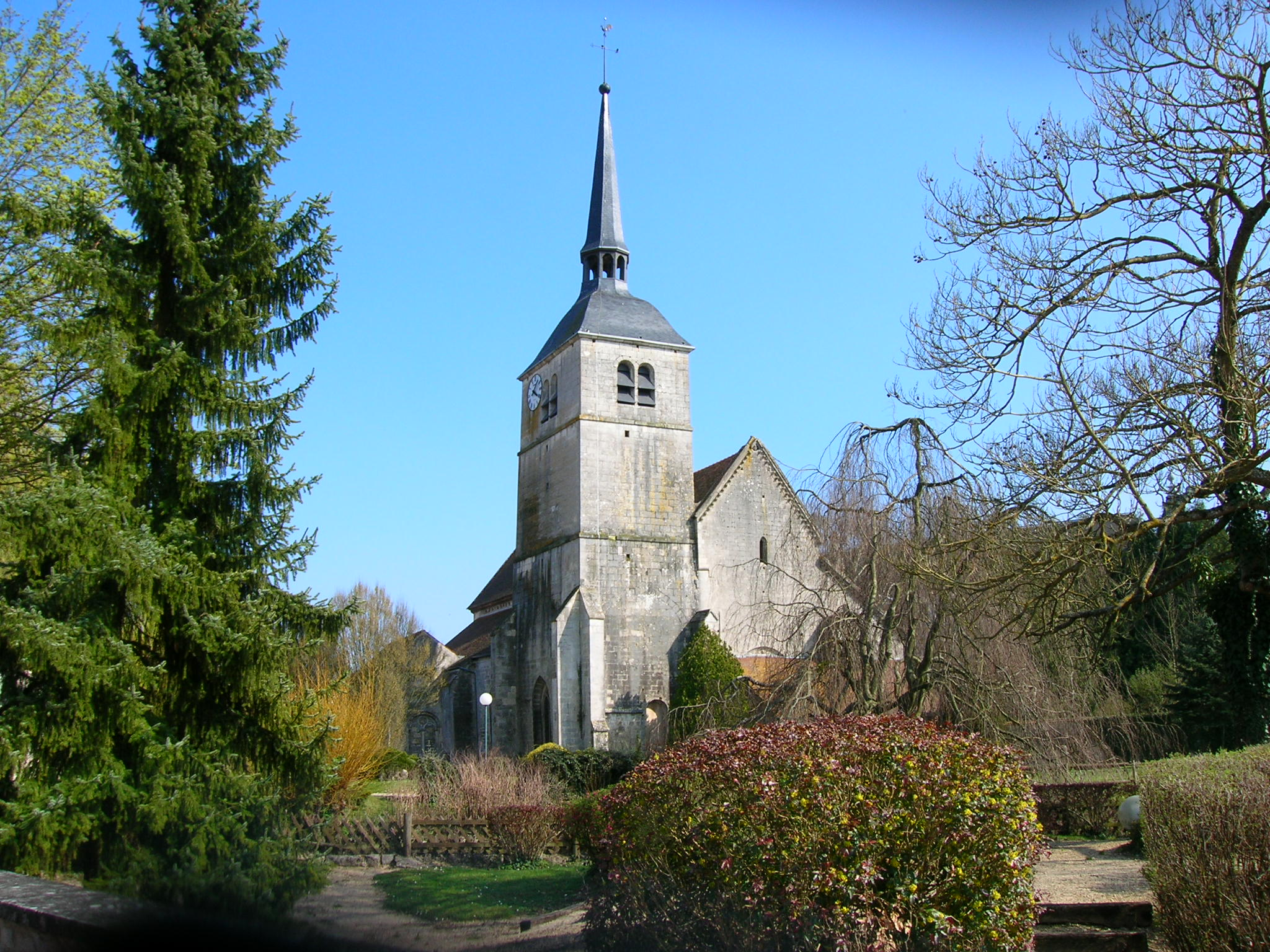
Kościół w Arc-en-Barrois, 2007